# Dumb (canção)
"Dumb" é uma canção da banda Americana de grunge; Nirvana. É a sexta canção do seu álbum de 1993 - In Utero.
De acordo com Kurt Cobain, "Dumb" foi inspirada pela inveja que ele sentia das pessoas simples e sempre bem dispostas que aparentemente passam pela vida sem que alguma vez se sintam tristes ou deprimidas. "Eu conheci imensa gente simplória", disse Cobain numa entrevista para a Melody Maker em 1993, "têm um emprego de merda, podem estar completamente sós... mas no entanto, por alguma razão, são felizes".
Numa entrevista para o Chicago Sun-Times em 1993, Cobain atribuiu um significado estranho à canção. "Na verdade, essa canção é sobre uma concussão", disse. "É uma daquelas demos de 4-pistas que se gravam às tantas da madrugada", revelou. Isto foi dito em resposta à leitura de Jim DeRogatis (crítico de música Americano) de que a canção seria sobre toxicodependência. A musica também aparece no albúm MTV Unplugged in New York,sendo que é a sexta faixa.